# Unagi Sayaka
Himawari Unagi (en japonés: うなぎひまわり, Unagi Himawari) (Osaka, 2 de septiembre de 1986), conocida por su nombre en el ring de Unagi Sayaka (ウナギ・サヤカ), es una luchadora profesional japonesa.

## Carrera profesional

### Circuito independiente (2019–presente)
Sayaka luchó para DDT Pro-Wrestling en la serie de eventos DDT Peter Pan, haciendo su primera aparición en Wrestle Peter Pan 2019 el 15 de julio, donde hizo equipo con Natsumi Maki y Yuna Manase en un esfuerzo perdedor ante Rika Tatsumi y The Bakuretsu Sisters (Nodoka Tenma y Yuki Aino).

### Tokyo Joshi Pro Wrestling (2019–2020)
Sayaka debutó en la lucha profesional bajo el nombre de Himawari Unagi el 4 de enero en el show de TJP Tokyo Joshi Pro '19 haciendo equipo con Saki Akai para enfrentarse al equipo de Yumi y Yuki Kamifuku. Durante su estancia en la Tokyo Joshi Pro Wrestling luchó como luchadora individual y compitió contra otras como Yuka Sakazaki en el TJP Pinano Pipipipi Graduation Special del 5 de abril de 2019, Maki Itoh en la TJPW Tokyo Princess Cup el 8 de agosto de 2020, o Miyu Yamashita.

### World Wonder Ring Stardom (2020–2022)
Sayaka debutó con World Wonder Ring Stardom el 14 de noviembre de 2020 en el Korakuen New Landscape Event, formando equipo con Tam Nakano y Mina Shirakawa, como nuevo miembro de Cosmic Angels, derrotando a Stars (Gokigen Death, Mayu Iwatani y Starlight Kid). Comenzó su etapa en Stardom como luchadora de tag team, y trabajó contra diferentes stables como Donna Del Mondo (Himeka, Maika y Natsupoi) y Queen's Quest (Momo Watanabe y Saya Kamitani). El 16 de diciembre, en Road To Osaka Dream Cinderella, Cosmic Angels derrotó a Oedo Tai (Bea Priestley, Natsuko Tora y Saki Kashima), para ganar el primer título de Sayaka en su carrera, el Artist of Stardom Championship.
El 3 de marzo de 2021, en el All Star Dream Cinderella, Sayaka ganó un All-Star Rumble de 24 personas con luchadoras del pasado de la promoción, como Yuzuki Aikawa y Chigusa Nagayo, Yoko Bito y Kyoko Inoue. En el Stardom Yokohama Dream Cinderella 2021 del 4 de abril, Sayaka cayó ante Saya Kamitani en un combate individual. En la primera noche del Stardom Cinderella Tournament 2021 del 10 de abril, derrotó a Natsuko Tora en un combate de la primera ronda del Cinderella Tournament.
En el Stardom 5 Star Grand Prix 2021 luchó en el Bloque B y consiguió un total de nueve puntos tras competir contra Syuri, Saya Kamitani, Takumi Iroha, Konami, Utami Hayashishita, Tam Nakano, Maika, AZM y Ruaka. En la Stardom 10th Anniversary Grand Final Osaka Dream Cinderella, evento que tuvo lugar el 9 de octubre de 2021, perdió el Future of Stardom Championship ante Ruaka. Sayaka participó en la trilogía de eventos Stardom Super Wars, haciendo su primera aparición el 3 de noviembre de 2021 en Kawasaki Super Wars, donde desafió sin éxito a su compañera de stable Tam Nakano por el Wonder of Stardom Championship.
En Stardom Nagoya Supreme Fight, el 29 de enero de 2022, Unagi desafió sin éxito a Saya Kamitani por el Campeonato Wonder of Stardom. En Stardom Cinderella Journey, el 23 de febrero de 2020, Unagi formó equipo con Mina Shirakawa para desafiar sin éxito a FWC (Hazuki y Koguma) por el Campeonato Goddesses of Stardom. En Stardom New Blood 1, el 11 de marzo de 2022, formó equipo con Waka Tsukiyama en un combate perdido contra Marvelous (Maria y Ai Houzan). En la primera noche del Stardom World Climax 2022, el 26 de marzo, formó equipo con Tam Nakano para enfrentarse sin éxito a Mayu Iwatani y a la retornada Kairi Sane. En la segunda noche participó en un combate Cinderella Rumble de 18 mujeres ganado por Mei Suruga y en el que también participaron varias luchadoras de otras promociones, como Tomoka Inaba, Aoi, Haruka Umesaki, Nanami, Yuna Mizumori y otras de Stardom.
En el Stardom Golden Week Fight Tour, del 5 de mayo de 2022, Unagi formó equipo con Tam Nakano y Mina Shirakawa para derrotar a Utami Hayashishita, AZM y Lady C, de Queen's Quest. En el Stardom New Blood 2, celebrado el 13 de mayo de 2022, formó equipo con Mina Shirakawa y Haruka Umesaki para derrotar a YoungOED (Starlight Kid, Ruaka y Rina). En Stardom Flashing Champions, el 28 de mayo de 2022, Unagi formó equipo con Mina Shirakawa y Waka Tsukiyama, pero no pudieron imponerse a Prominence (Suzu Suzuki, Akane Fujita y Mochi Miyagi). En Stardom Fight in the Top, el 26 de junio de 2022, luchó en un combate a tres bandas ganado por Ruaka y en el que también participó Lady C. En Stardom New Blood 3, el 8 de julio de 2022, formó equipo con Mina Shirakawa, Yuko Sakurai y Rina Amikura en un combate perdido contra Oedo Tai (Starlight Kid, Ruaka y Rina) y Haruka Umesaki.
En Mid Summer Champions, en Tokio, el primer evento de la serie Stardom Mid Summer Champions que tuvo lugar el 9 de julio de 2022, formó equipo con Tam Nakano, Mina Shirakawa, Saki y Hikari Shimizu para derrotar a Donna Del Mondo (Giulia, Maika, Himeka, Natsupoi y Mai Sakurai). En el Mid Summer Champions de Nagoya, el 24 de julio, volvió a formar equipo con Shirakawa y Shimizu, esta vez en un combate a tres bandas ganado por Prominence (Risa Sera, Hiragi Kurumi y Suzu Suzuki), en el que también participó Queen's Quest (Lady C, Hina y Miyu Amasaki). En Stardom in Showcase vol.1, el 23 de julio de 2022, Unagi compitió en un combate cómico a tres bandas con reglas cósmicas en el que se enfrentó a Saki y Mina Shirakawa en un combate sin resultado.
En Stardom in Showcase vol. 2, el 25 de septiembre de 2022, compitió en otro combate de este tipo, esta vez formando equipo con Shirakawa contra Saki y Hikari Shimizu, y Tam Nakano y Natsupoi. El resultado del combate fue de nuevo nulo. En Stardom x Stardom: Nagoya Midsummer Encounter, el 21 de agosto de 2022, formó equipo con Saki y Shirakawa para desafiar sin éxito a Momo Watanabe, Starlight Kid y Saki Kashima por el Campeonato Artist of Stardom. En Stardom 5 Star Grand Prix 2022, luchó en el bloque «Red Stars», donde solo consiguió cuatro puntos tras competir contra Tam Nakao, Himeka, Maika, Risa Sera, AZM, Utami Hayashishita, Koguma, Syuri, Saki Kashima, Saki, Mai Sakura y Momo Kohgo.
El 4 de octubre de 2022 anunciaba que se convertía en agente libre temporal. Sin embargo, declaró que seguiría siendo miembro de Cosmic Angels. Se informó de que seguía contratada por la empresa, ya que solo se encontraba en un paréntesis sin sueldo. Regresó para un espectáculo de una sola noche, el Stardom in Showcase vol. 3, el 26 de noviembre de 2022, donde formó equipo con Tam Nakano y Natsupoi en una derrota contra Prominence (Hiragi Kurumi, Risa Sera y Suzu Suzuki) como resultado de un combate por equipos de seis mujeres hardcore.

### Carrera en el circuito independiente (2022-presente)
Tras tomarse un descanso de Stardom para iniciar un periodo como independiente, comenzó a recorrer el circuito independiente japonés. Debutó en Professional Wrestling Just Tap Out el 7 de octubre de 2022, donde derrotó a Aoi. Participó en una historia con Tomoka Inaba al desafiarla por el Campeonato Queen of JTO. Unagi compitió por el Campeonato Individual AAAW vacante de Marvelous That's Women Pro Wrestling en un torneo el 4 de diciembre de 2022, en el que también participaron Tomoko Watanabe, Rin Kadokura, Mio Momono, Ai Houzan, Queen Aminata, Maria, Riko Kawahata, Chikayo Nagashima y Yuna Manase. No tuvo éxito en el proceso. Participó en la edición de 2023 del Fire Festival de Pro Wrestling Zero1, convirtiéndose en la primera competidora femenina del torneo y situándose en el bloque A, donde se enfrentó a Takuya Sugawara, Junya Matsunaga, Mizuki Watase, Yuko Miyamoto y Masato Tanaka.

## Campeonatos y logros
- Consejo Mundial de Lucha Libre
  - CMLL Japanese Women's Championship (1 vez)
- DDT Pro-Wrestling
  - Ironman Heavymetalweight Championship (12 veces)[37]
- Kitsune Women's Wrestling
  - Kitsune World Championship (1 vez)[38]
- Professional Wrestling Just Tap Out
  - JTO Girls Championship (1 vez)[39]
- Pro Wrestling Illustrated
  - Situada en el nº 71 del top 250 de mujeres luchadoras en PWI Women's 250 de 2024[40]
- World Wonder Ring Stardom
  - Artist of Stardom Championship (1 vez) – con Tam Nakano y Mina Shirakawa[41]
  - Future of Stardom Championship (1 vez)[42]
  - All-Star Rumble (2021)
  - 5★Star GP Award (1 vez)
    - 5★Star GP Fighting Spirit Award (2021)[43]

  - Stardom Year-End Award (1 vez)
    - Fighting Spirit Award (2021)[44]